# Sint-Mariakathedraal (Glasgow)
De Sint-Mariakathedraal is een kathedraal van de Scottish Episcopal Church, behorend tot de Anglicaanse Gemeenschap, in Glasgow, Schotland. Naast de Sint-Mariakathedraal staan er in Glasgow nog drie kathedralen: de rooms-katholieke Sint-Andreaskathedraal, de Grieks-orthoxe Sint-Lukaskathedraal en de Glasgow Cathedral, hoewel de Glasgow Cathedral tegenwoordig als parochiekerk van de Church of Scotland functioneert. De Sint-Mariakathedraal is de bisschopszetel van het bisdom Glasgow en Galloway.
De kerk werd geopend in 1871. Het gebouw was ontworpen door George Gilbert Scott. In 1908 kreeg de kerk de kathedrale status.